# Aimé Jacquet
Aimé Étienne Jacquet (Sail-sous-Couzan, 27 novembre 1941) è un ex calciatore e allenatore di calcio francese, campione del mondo 1998 alla guida della Nazionale francese.

## Biografia

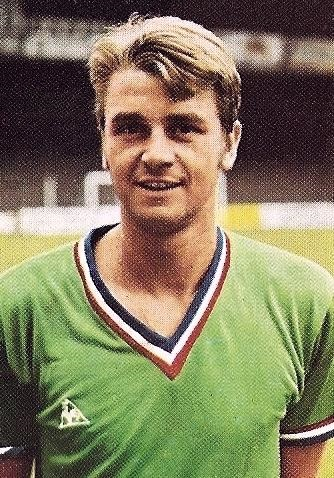
Jacquet nel 1970 al Saint-Étienne

È il figlio di Claudius e Bénédicte Jacquet, umili agricoltori di un piccolo villaggio rurale e proprietari di una macelleria.

## Carriera

### Calciatore
Nato a Sail-sous-Couzan, nella Loira, Jacquet inizia a giocare a calcio nel locale US Couzan, lavorando contemporaneamente in fabbrica. Nel 1960 viene notato dal Saint-Étienne, all'epoca uno dei club francesi di maggior successo. In dodici anni ai Verts, conquista ben undici trofei: cinque titoli nazionali, tre coppe di Francia e tre supercoppe. Nel 1973 si trasferisce ai rivali regionali dell'Olympique Lione, dove termina la carriera nel 1976.

### Allenatore

#### Lione
Appesi gli scarpini al chiodo, nel febbraio 1976 diventa allenatore del Lione, ultimo suo club da calciatore. Con l'OL rimane fino al 1980, disputando tutte le stagioni in prima divisione.

#### Bordeaux
Negli anni ottanta è l'allenatore del Bordeaux, che vanta in quel periodo giocatori del calibro di Giresse, Battiston e Tigana. Sotto la guida di Jacquet, i girondini trionfano in campionato per tre volte (1984, 1985 e 1987) e vincone pure due coppe di Francia e una supercoppa. A questi si aggiungono anche importanti traguardi in campo europeo come il raggiungimento delle semifinali nella Coppa Campioni 1984-85, dove vengono sconfitti dai futuri campioni della Juventus, e dei quarti di finale dell'edizione 1987-1988, questa volta eliminati dal PSV, anch'essi futuri campioni. Nel 1989 viene esonerato dal presidente Claude Bez.
Dopo l'esperienza a Bordeaux viene chiamato da squadre più modeste, quali il Montpellier (con cui conquista una Coppa di Francia, la prima per il club dopo 70 anni) e il Nancy.

#### Nazionale francese

Jacquet, all'esordio sulla panchina della, sfida l' in amichevole al San Paolo di Napoli il 16 febbraio 1994.

È stato commissario tecnico della nazionale francese negli anni novanta. Dopo aver ricoperto prima il ruolo di direttore tecnico delle rappresentative nazionali (1991-1992) e poi quello di vice CT (1992-1993), il 17 dicembre 1993 fu nominato CT in seguito al fallimento di Gérard Houllier nelle qualificazioni al campionato del mondo 1994. Guidò positivamente la selezione transalpina durante la fase finale del campionato d'Europa 1996, disputato in Inghilterra, arrivando fino alla semifinale persa contro la Rep. Ceca ai rigori.
Dopo aver attraversato, proprio alla vigilia del campionato del mondo 1998, un periodo di frequenti polemiche con la stampa sportiva nazionale (in particolare con il quotidiano sportivo L'Équipe), Jacquet portò la selezione transalpina alla conquista del titolo mondiale, dopo aver battuto per 3-0 nella finale del 12 luglio 1998 il Brasile campione uscente, diventando così il primo tecnico francese a vincere il campionato del mondo.
A seguito delle polemiche precedenti al torneo mondiale si dimise dopo la storica vittoria e fu nominato direttore tecnico nazionale della FFF; alla conduzione della Nazionale francese gli succedette il suo allenatore in seconda Roger Lemerre.

## Statistiche

### Cronologia presenze e reti in nazionale
| Cronologia completa delle presenze e delle reti in nazionale ― Francia | Cronologia completa delle presenze e delle reti in nazionale ― Francia | Cronologia completa delle presenze e delle reti in nazionale ― Francia | Cronologia completa delle presenze e delle reti in nazionale ― Francia | Cronologia completa delle presenze e delle reti in nazionale ― Francia | Cronologia completa delle presenze e delle reti in nazionale ― Francia | Cronologia completa delle presenze e delle reti in nazionale ― Francia | Cronologia completa delle presenze e delle reti in nazionale ― Francia |
| Data                                                                   | Città                                                                  | In casa                                                                | Risultato                                                              | Ospiti                                                                 | Competizione                                                           | Reti                                                                   | Note                                                                   |
| ---------------------------------------------------------------------- | ---------------------------------------------------------------------- | ---------------------------------------------------------------------- | ---------------------------------------------------------------------- | ---------------------------------------------------------------------- | ---------------------------------------------------------------------- | ---------------------------------------------------------------------- | ---------------------------------------------------------------------- |
| 25-9-1968                                                              | Marsiglia                                                              | Francia                                                                | 1 – 1                                                                  | Germania Ovest                                                         | Amichevole                                                             | -                                                                      |                                                                        |
| 17-10-1968                                                             | Lione                                                                  | Francia                                                                | 1 – 3                                                                  | Spagna                                                                 | Amichevole                                                             | -                                                                      |                                                                        |
| Totale                                                                 |                                                                        | Presenze                                                               | 2                                                                      |                                                                        | Reti                                                                   | 0                                                                      |                                                                        |

## Palmarès

### Calciatore
- Campionato francese: 5

Saint-Étienne: 1963-1964, 1966-1967, 1967-1968, 1968-1969, 1969-1970
- Coppa di Francia: 3

Saint-Étienne: 1961-1962, 1967-1968, 1969-1970
- Supercoppa francese: 3

Saint-Étienne: 1967, 1968, 1969

### Allenatore

#### Club
- Campionato francese: 3

Bordeaux: 1983-1984, 1984-1985, 1986-1987
- Coppa di Francia: 3

Bordeaux: 1985-1986, 1986-1987
Montpellier: 1989-1990
- Supercoppa francese: 1

Bordeaux: 1986

#### Nazionale
- Campionato mondiale: 1

Francia: Francia 1998